# دوغ أوليفر
دوغ أوليفر (بالإنجليزية: Doug Oliver)‏ هو مدرب كرة سلة أمريكي، ولد في 28 أغسطس 1951 في سان خوسيه في الولايات المتحدة.

## روابط خارجية
- دوغ أوليفر على موقع كلية كرة السلة في سبورتس رفرنس.كوم (الإنجليزية)